# John Howard (Triathlet)
John Kennedy Howard (* 16. August 1947 in  Springfield, Missouri) ist ein ehemaliger US-amerikanischer Radrennfahrer und Triathlet. Er ist dreifacher Olympiateilnehmer (1968, 1972 und 1976) sowie Sieger des Ironman Hawaii (1981; Ironman World Championships).

## Werdegang
John Howard wurde im Straßenradsport vierfacher US-amerikanischer Amateurmeister im Straßenrennen (1968, 1972, 1973 and 1975) und einmal im Einzelzeitfahren. 1971 gewann er das Straßenrennen der Männer bei den Panamerikanischen Spielen.

### Olympische Sommerspiele 1968, 1972 und 1976
Bei den Olympischen Sommerspielen 1968, 1972 sowie 1976 startete er für die Vereinigten Staaten. Er belegte die Plätze 44, 62 und 42 im Straßenrennen sowie mit dem US-amerikanischen Team die Plätze 20, 15 und 19 im 100-km-Mannschaftsrennen.

### Sieger Ironman Hawaii 1981
Im Oktober 1981 wurde er auf Hawaii Triathlon-Weltmeister auf der Ironman-Distanz (3,86 km Schwimmen, 180,2 km Radfahren und 42,195 km Laufen).

### Geschwindigkeits-Weltrekord Fahrrad 1985

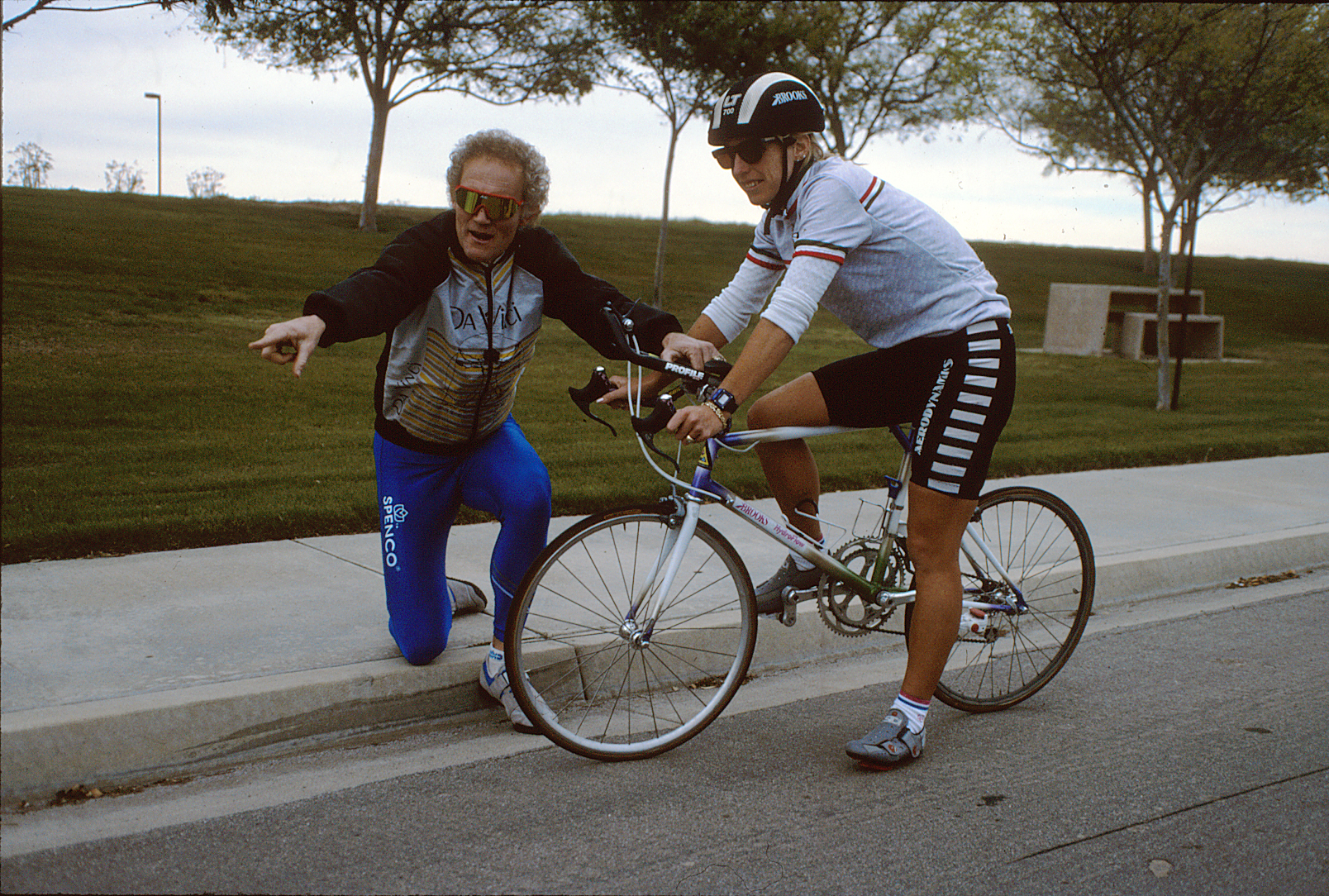
John Howard trainiert die Triathletin Paula Newby-Fraser (1991)

Am 20. Juli 1985 erzielte er auf dem Fahrrad hinter einem Fahrzeug mit Windschutzaufbau eine Geschwindigkeit von 245 km/h (152,284 mph) und stellte damit einen neuen Weltrekord auf. Dieser Rekord wurde erst zehn Jahre später 1995 von Fred Rompelberg mit 268,831 km/h noch übertroffen.
Nach seiner aktiven Zeit war John Howard als Coach tätig. So betreute er beispielsweise die Triathletin Paula Newby-Fraser sowie die ehemalige US-amerikanische Eisschnellläuferin Bonnie Blair.
John Howard lebt in Kalifornien. 1989 wurde er in die United States Bicycling Hall of Fame aufgenommen.

## Sportliche Erfolge
| Datum/Jahr    | Rang | Wettbewerb     | Austragungsort | Zeit     | Bemerkung |
| ------------- | ---- | -------------- | -------------- | -------- | --- |
| 6. Okt. 1984  | 6    | Ironman Hawaii | Kona           | 09:38:39 | |
| 14. Feb. 1981 | 1    | Ironman Hawaii | Kona           | 09:38:29 | Sieg und Triathlon-Weltmeister beim vierten Wettbewerb auf Hawaii, der erstmals von Waikiki in Honolulu nach Kona auf Big Island verlegt worden war – mit über 26 min Vorsprung auf den Zweitplatzierten Tom Warren |
| Sep. 1980     | 1    | Long Distance  | Iowa           |          | Sieger auf der Langdistanz |
| 12. Jan. 1980 | 3    | Ironman Hawaii | Waikiki        | 10:32:36 | |

| Datum/Jahr | Rang | Wettbewerb                          | Austragungsort     | Zeit       | Bemerkung                           |
| ---------- | ---- | ----------------------------------- | ------------------ | ---------- | ----------------------------------- |
| 1976       | 1    | Coors International Bicycle Classic | Vereinigte Staaten |            |                                     |
| 1976       | 28   | Olympische Sommerspiele 1976        | Montreal           | 02:24:13,5 |                                     |
| 1975       | 1    | Coors International Bicycle Classic | Vereinigte Staaten |            |                                     |
| 1973       | 3    | Irland-Rundfahrt                    | Dublin             |            | [ 5 ]                               |
| 1972       | 25   | Olympische Sommerspiele 1972        | München            | 02:17:06,4 |                                     |
| 1971       | 1    | Pan American Games                  | Cali               |            |                                     |
| 1968       | 20   | Olympische Sommerspiele 1968        | Mexiko-Stadt       | 02:24:13,5 | 100-Kilometer-Mannschaftszeitfahren |